# Girls Planet 999
Girls Planet 999: The Girls Saga (Koreaans: 걸스플래닛999: 소녀대전; Japans: ガールズプラネット999：少女祭典; vereenvoudigd Chinees: 少女星球999：少女们的盛典; traditioneel Chinees: 少女星球999：少女們的盛典), simpelweg Girls Planet 999, is een Zuid-Koreaanse televisieprogramma gecreëerd door Mnet en geproduceerd door CJ E&M, in samenwerking met NCSoft, met als doel het samenstellen van een K-pop meidengroep bestaande uit leden uit Zuid-Korea, Japan en China.

## Concept
Het K-pop televisieprogramma is een voorbeeld van de Koreaanse golf en haar invloed op de buurlanden Japan en China. 99 jonge meisjes werden verdeeld in 3 gelijke groepen, elke groep bestaande uit 33 meisjes, afhankelijk van hun nationaliteit: K-Group (Zuid-Korea), J-Group (Japan) en C-Group (China).
De meisjes gaven verschillende optredens en aan de hand van deze optredens werden ze beoordeeld door de jury. De juryleden bestonden uit Lee Sun-mi, lid van de Zuid-Koreaanse meidengroep Wonder Girls, Tiffany Young, lid van de populaire Zuid-Koreaanse meidengroep Girls' Generation, danstrainers Baek Koo-young en Jang Ju-hee, zangtrainers Lim Han-byul en Jo A-young, raptrainer Woo Won-jae en modellen Jung Hyuk en Yoo Young Bae. Het programma werd gepresenteerd door de Zuid-Koreaanse acteur Yeo Jin-goo. De meisjes werden beoordeeld op categorieën zoals dans, zang, en schoonheid. De Japanse en Chinese kandidaten werden ook beoordeeld op het gebied van Koreaanse taal en cultuur. De beoordeling van de juryleden had echter geen invloed op of de kandidaten door konden gaan naar de volgende ronde.
De stemmen van de kijkers besloten volledig welke kandidaten naar de volgende ronde konden gaan. Kijkers van het programma konden elke ronde stemmen op hun favoriete kandidaat via de app Universe. Na elke ronde werden een aantal kandidaten geëlimineerd. In de finale, die live werd uitgezonden, werd de top 9 bekendgemaakt. Deze top 9 debuteerden als de meidengroep Kep1er.